# Leucania congrua
Leucania congrua är en fjärilsart som beskrevs av Jacob Hübner 1817. Leucania congrua ingår i släktet Leucania och familjen nattflyn. Inga underarter finns listade i Catalogue of Life.